# Гуидантонио да Монтефелтро
Гуидантòнио да Монтефèлтро (на италиански: Guidantonio da Montefeltro; * 1378, Урбино, Графство Урбино; † 21 февруари 1443, пак там) от рода Да Монтефелтро е кондотиер, граф на Урбино (1404 – 1443), владетел на Асизи, Бастия Умбра, Кали, Кастел Дуранте, Чита ди Кастело, Форли, Форлимпополи, Губио, Ламоли, Меркатело, Монтоне, Ночера Умбра, Остра, Сант'Анджело ин Вадо и Спело.
Неговото управление е най-дългото в историята на рода му.

## Произход
Той е син на Антонио II да Монтефелтро (* 1348; † 1404), кондотиер и граф на Монтефелтро, сеньор на Урбино (1363 – 1404), и на съпругата му Аниезина ди Вико († 1416). По бащина линия е внук на Федерико II Паоло Новело да Монтефелтро, граф на Урбино, и на Теодора Гонзага, а по майчина – на Джовани III ди Вико. Има четири сестри:
- Батиста (* ок. 1384; † 1448), поетеса и монахиня, господарка на Пезаро и Фосомброне като съпруга на Галеацо Малатеста;
- Анна (* ок 1377, † 1434)
- Джентиле, съпруга на господаря на Фаенца
- Сестра

Има и един полубрат от извънбрачна връзка на баща си.

## Биография

### Начало на управлението (1398 – 1404)
Още през 1398 г. Гуидантонио започва съвместно управление на Фелтре с майка си, тъй като баща му Антонио често отсъства от Урбино по служебни задължения. Между януари 1402 и май 1403 г. той поема пълния контрол, тъй като баща му живее постоянно в Павия, при миланския двор, и дори при завръщането си в Урбино продължава да възлага управлението на сина си. След смъртта на граф Антонио на 29 април 1404 г., Гуидантонио го замества в съвета по настойничество на наследниците на херцог Джан Галеацо Висконти, заедно с вдовицата регентка Катерина Висконти, Карло I Малатеста и Пандолфо Малатеста, както и Алберико да Барбиано. На 16 май същата година той получава потвърждение за инвеститурата на апостолическия викариат от папа Бонифаций IX – този път предоставена до трето поколение, срещу изплащането на 12 000 гулдена просрочени данъци.

### Връзки с Неапол и първи военни действия (1408 – 1412). Смяна на лоялност и преминаване на страната на папата (1412)
За да попречи на съюз между Гуидантонио и краля на Неапол Ладислав Анжуйски-Драчки, който се опитва да предотврати Пизанския събор, папа Григорий XII му предоставя викариатството на Асизи през август 1408 г. Въпреки това графът скоро се съюзява с краля с посредничеството на Алберико да Барбиано – велик конетабъл на Неаполитанското кралство. След смъртта на Алберико, докато двамата са на път към краля през пролетта на 1409 г., Гуидантонио е назначен от Ладислав за негов наследник на поста. Военната кампания се развива с променлив успех: Сиена не е изненадана, Арецо оказва съпротива, а Кортона капитулира на 6 юни. Основната цел – да се предотврати съборът, не е постигната. На 26 юни папа Григорий XII е свален, а за антипапа е избран Александър V, който незабавно се съюзява с Луи II Анжуйски-Валоа, Сиена и Флоренция.
Въстаническите сили, водени от Брачо да Монтоне, предизвикват кралската армия, но с бърза намеса Гуидантонио успява да премести бойните действия в Романя, където заплашва Болоня и превзема Форли и Форлимпополи. Въпреки това кралят отказва да изпрати подкрепления, страхувайки се, че графът следва собствени интереси и не желае да остави Рим и Южна Италия незащитени. Гуидантонио отново се присъединява към краля в Акуила, участвайки активно във военната кампания до сключването на мир с папа Йоан XXIII през юли 1412 г. На 1 август той е назначен за гонфалониер (знаменосец) на Църквата.
В последвалата война между Ладислав Анжуйскии и папата, подкрепян от краля на римляните Сигизмунд Люксембургски, позицията на графа става нестабилна – той е велик конетабъл на едната страна, но има договорни задължения и към другата. Освен това не иска да наруши стар съюз между семейството му и Малатеста, сключен през 1393 г. Въпреки всичко през август 1412 г. Гуидантонио се отказва от титлата си и преминава на страната на папата, помагайки на Паоло Орсини. В замяна папата му дарява инвеститурата на град и Контадо Форли – макар реално те да са под чужд контрол. Мнозина го смятат за изменник.

### Подкрепа за папа Мартин V и нови титли (1417 – 1420)
Избирането на Одоне Колона за папа Мартин V на 11 ноември 1417 г., който е бивш епископ на Урбино, е приветствано от Гуидантонио. Той изпраща посланици в Констанц и лично посреща папата при пристигането му в Рим. На 7 януари 1419 г. в Мантуа, Мартин V го назначава за херцог, ректор и управител на Херцогство Сполето – най-високата титла сред неговите васали. Гуидантонио се ангажира да спре напредъка на Брачо да Монтоне, който вече контролира почти цяла Умбрия. Асизи е временно отвоюван, после загубен. Губио също е нападнат, но успешно защитен. На 14 март 1420 г. е сключен мир във Флоренция в полза на Гуидантонио и Църквата. Папата го награждава с Ордена на Златната роза – отличие, обикновено запазено за суверени. Скоро след това капитанът му Бернардино Убалдини превзема Болоня за Църквата, а на 25 април папата потвърждава всички отстъпки, дадени на Гуидантонио от предишните понтифекси.

### Завоевания и укрепване на властта (1424 – 1426). Кампании и съюзи (1425 – 1433)
Гуидантонио успява да установи контрол над цялата долина Метауро, отнемайки я от семейство Бранкалеони, и я управлява като губернатор, назначен от папата. В благодарност за вярната служба той получава ректорството на Маса Трабария на 12 май 1424 г., а по-късно и титлата на апостолически викарий на Кастелдуранте и Торе дела Бадия с право на унаследяване (10 януари 1426 г.).
През 1425 г. графът започва кампания за връщане на територии в Умбрия, които преди това били узурпирани от покойния Брачо да Монтоне. Възползвайки се от пленяването на Карло I Малатеста от Висконти, Гуидантонио насочва армията си срещу замъците на Малатеста в Монтефелтро. Макар първоначално да има успех, повечето крепости са върнати, а на 19 юни 1425 г. сключва мир с другия претендент.
В периода 1426 – 1429 г. графът балансира между съюзите с Флоренция (чиито гражданин става през 1422 г.) и Милано, ориентирайки се според стратегическите интереси. След смъртта на папа Мартин V през 1431 г., губи важна подкрепа, но новоизбраният папа бързо го приема под своята закрила. Гуидантонио демонстрира решителност като превзема Чита ди Кастело, и по-късно се присъединява към Милано срещу папството в помощ на Малатестите за възстановяване на контрола над Пезаро. След военни маневри, натиск и обещания за възстановяване на Чита ди Кастело, той убеждава папата да върне Пезаро и Фосомброне на Галеацо Малатеста, подписвайки мир на 23 февруари 1433 г. Същевременно графът се поставя под закрилата на Венецианската република – получавайки гражданство и благороднически статус още през 1417 г., а през 1424 г. – военна дружина.

### Признание от Венеция и императора (1434)
На 1 септември 1434 г. император Сигизмунд Люксембургски посещава Урбино и посвещава в рицарство Гуидантонио и неговия малък син Одантонио. След като Франческо I Сфорца – капитанът на херцога на Милано нахлува в Марке с идея за обединена държава, графът се съюзява отбранително с Малатеста и с кондотиера Николо Пичинино. Въпреки че война не избухва незабавно, Сфорца започва лична политическа игра, получава титлата на маркиз и се съюзява с Флоренция и Венеция срещу Милано и Неапол.

### Последен конфликт с Малатеста (1440 – 1441). Смърт и наследство (1443)
Битката при Ангиари (29 юни 1440 г.) завършва с победа за Сфорца, като привлича Малатеста на негова страна, докато Да Монтефелтро остават верни на предишния съюз. Това води до подновяване на войната между двете фамилии – първа от петдесет години насам. Конфликтът се води от младите Сиджизмондо Пандолфо Малатеста и Федерико да Монтефелтро – незаконен син на Гуидантонио, който успява да превземе Сан Лео на 22 октомври 1441 г. Мирът е възстановен на 20 ноември благодарение на посредничеството на Алесандро Сфорца.
Гуидантонио умира през нощта на 20 февруари 1443 г. на 65-годишна възраст и е погребан в църквата „Сан Донато“ (днес „Сан Бернардино“) в Урбино. Запазеният му надгробен камък го изобразява във францисканско расо, но със странично прикрепен меч – знак за неговата двойствена роля на духовен служител и военен предводител.

## Личност и политика
Като регент на баща си от края на 1390-те години, а впоследствие като граф на Урбино от 1404 г. до своята смърт, управлението на Гуидантонио остава най-дългото в историята на фамилия Да Монтефелтро. Макар че Франческини (Franceschini, I Montefeltro, 1970, стр. 410, 412) го определя като „просветен принц“, същевременно критикува неговата политическа пасивност, тъй като усилията му за териториално разширение в Умбрия, Марке и Романя не постигат успех. Въпреки това десетилетията на неговото управление трябва да се оценят като етап на консолидация и институционално изграждане. Той укрепва държавната структура, разширява границите ѝ в стратегически важната и плодородна долина Метауро и прилага централизирана административна система.
През 1407 г., с цел подобряване на управлението и ограничаване на измамите в официалните документи, Гуидантонио създава (или по-вероятно реформира) службата за регистрация на нотариални актове в Урбино. Тези документи се преписват в регистри, известни като „квадре“, свързани с четирите административни района: Куадра Весковадо, Порта Нуова, Постерула и Санта Кроче. През 1410 г., отново по негово нареждане, се създава описателният кадастър на Графство Урбино – архив, в който записите се групират по градове, замъци и села.
През 1420 г. Гуидантонио получава от папа Мартин V привилегия да сече златни, сребърни и бронзови монети, откривайки монетарница в Урбино. В Губио реорганизира системата на данъчно облагане и възобновява дейността на съществуващата там монетарница. Благодарение на финансовата си политика успява да натрупа значителни средства, които инвестира във Флоренция и Венеция.
Неговият принос към инфраструктурното развитие включва възстановяване на крепостта в Асизи и насърчаване на занаятчийството и техническите умения в Урбино. Между 1435 и 1437 г. започва разширяването на резиденцията, която по-късно, при управлението на сина му Федерико, става известна като Херцогски дворец.
Както повелява семейната традиция, Гуидантонио е едновременно воин и културна личност. Основава библиотеката на господарите на Урбино, въпреки че приносът му не бива да се надценява, тъй като от над 900-те тома, съхранени при смъртта на Федерико през 1482 г., само около 100 вероятно са били събрани от него и баща му Антонио.
Като поет от неговото творчество е съхранен един сонет в ръкопис от Бодлиевата библиотека в Оксфорд. Допълнително свидетелство за неговата интелектуална репутация е трудът De nobilitate на Бонакорсо ди Монтеманьо, посветен лично на него, съхраняван във Ватиканската апостолическа библиотека.

## Брак и потомство
Жени се два пъти:
∞ 1. ноември 1397 за Ренгарда Малатеста (* 1380, † 1423), дъщеря на Галеото Роберто Малатеста, господар на Римини, от която няма деца;
∞ 2. на 23 януари 1424 за Катерина Колона († 1438), дъщеря на Лоренцо Онофрио Колона, брат на папа Мартин V, от която има 2 сина и 4 дъщери:
- Рафаело Мария да Монтефелтро (*/† 4 юли 1425)
- Одантонио да Монтефелтро (* 18 януари 1427, † 22 юли 1444, Урбино), граф на Урбино (1443), херцог на Урбино (1443 – 1444), ∞ 1443 за Изота д’Есте (* 1425, † 1456), извънбрачна дъщеря на Николо III д’Есте, господар на Ферара, Модена и Реджо;
- Бриджида Звева да Монтефелтро (* 23 юли 1428, † 29 септември 1428)
- Виоланта да Монтефелтро (* 18 май 1430, Урбино; † 1493, Ферара), монахиня, чрез брак господарка на Чезена; ∞ 13 юни 1446 в Чезена за Доменико Малатеста Новело († 1465), господар на Чезена, от когото няма деца;
- Аниезе да Монтефелтро (* 7 април 1431, † 16 декември 1447, Мантуа), ∞ 5 март 1445 или 7 май 1446 за Алесандро Гонзага (*1427, † 1466), господар на Кането, Кастел Гофредо, Кастильоне, Мариана, Медоле, Остиано и Родонеско, от когото няма деца;
- Звева да Монтефелтро (* 1432, Урбино; † 8 септември 1478, Пезаро), абатеса на „Санта Киара“ в Пезаро (става 1754 блажена с името „Серафина“), ∞ 1448 (анулиран 1457) за Алесандро Сфорца (* 1409, † 1473), господар на Пезаро, от когото няма деца.

Има три извънбрачни деца:
От Елизабета дели Акомандучи († XV век) от Монте Фалконе, от графовете на замъка Петроя, придворна дама на първата му съпруга, има един син, впоследствие узаконен:
- Федерико да Монтефелтро (* 7 юни 1422, Губио; † 10 септември 1482, Ферара), кондотиер, капитан на наемническа дружина, херцог на Урбино, известен ренесансов владетел; ∞ 1. 1440 за Джентиле Бранкалеони († 1459), от която няма деца 2. 1460 за Батиста Сфорца (* 1447, † 1472), дъщеря на Алесандро Сфорца, господар на Пезаро, от която има 1 син и 8 дъщери. Има и 2 извънбрачни сина и 2 извънбрачни дъщери, всичките узаконени.

От неизвестни жени има син и дъщеря:
- Аура да Монтефелтро (* ок. 1405, † 1475), ∞ 24 август 1432 за Бернардино Убалдини дели Карда, граф на Апекио († 1457), от когото има 1 или 2 сина, сред които горепосоченият Федерико;
- Пиетро да Монтефелтро (* ок. 1410, † 1479), бенедиктански монах, от 1456 г. епископ на Кастелдуранте